# Zastava San Marina
Zastava San Marina sastoji se od dva jednaka vodoravna polja - gornje bijele boje i donje svijetloplave boje. U sredini se nalazi državni grb. Grb se sastoji od štita (na kojem su tri srebrna tornja na tri zelena brežuljka) okružen s obje strane zlatnom vrpcom i lovorom, iznad koje se nalazi kruna, a ispod srebna vrpca na kojoj je ispisano nacionalo geslo "LIBERTAS" (sloboda).
Civilna zastava je bez državnog grba.